# Jiřina Štěpničková

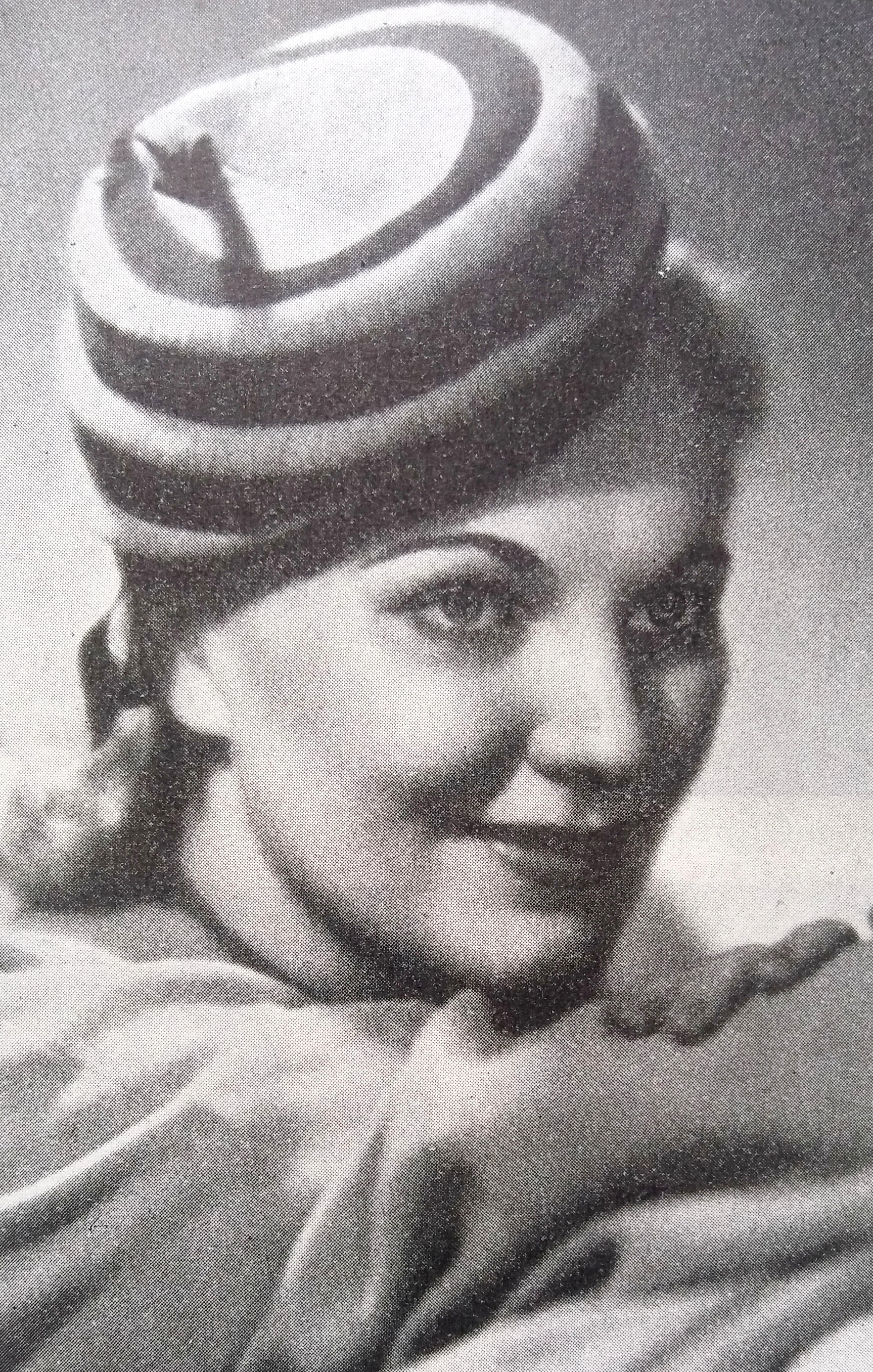
Jiřina Štěpničková (1941)

Jiřina Štěpničková (* 3. April 1912 in Prag; † 5. September 1985 ebenda) war eine tschechische Film- und Theaterschauspielerin. Ihr Sohn ist der Schauspieler Jiří Štěpnička.

## Leben
Ihre Familie stammte von der Böhmisch-Mährischen Höhe, Jiřína Štěpničková lebte und studierte aber in Prag. Schon in ihrer Studienzeit gastierte sie im Jahre 1928 im Befreiten Theater (Osvobozené divadlo), und später hatte sie Engagements im Prager Nationaltheater.
Ab der ersten Hälfte der 1930er Jahre trat sie in Filmen auf (Maryša, 1935). Dass sie während des Krieges nicht in deutschen Filmen spielte, war ihr eigener Entschluss. Ihr erster Ehemann war der Medizinstudent Ilja Kopřiva (1919–2018), von dem sie sich 1943 scheiden ließ. Nach dem Zweiten Weltkrieg lebte sie eine Zeitlang im Ausland. In London brachte sie einen Sohn, Jiří, aus ihrer Beziehung mit dem Kunstpädagogen und Künstler Jan Samec (1917–1988), zur Welt. Im Februar 1948 unterzeichnete sie den Aufruf der Kulturschaffenden „Vorwärts, keinen Schritt zurück (Kupředu, zpátky ni krok)“ zur Unterstützung der neu entstehenden Nationalen Front. Später wurde sie Opfer einer provokativen Aktion der kommunistischen Geheimpolizei und wurde im Dezember 1952 nach zweitägigem Prozess zu 15 Jahren Gefängnis verurteilt.
Ihre Schwester bat 1954 Präsident Antonín Zápotocký um Begnadigung. Zeitgleich wandten sich per Gnadengesuch auch Vertreter des tschechischen Theaters und der tschechischen Kultur, wie Martin Frič, Jiří Trnka, Ladislav Pešek, Jaroslav Průcha, František Salzer, Jaroslav Marvan, Bohuš Záhorský, Zdeněk Štěpánek, Růžena Nasková, Dana Medřická, Eduard Kohout, Zdenka Baldová, Lída Vostrčilová, und weitere an den Staatspräsidenten. 1955 baten die Schauspieler, an der Spitze mit Leopolda Dostalová, erneut um Gnade für ihre Kollegin. 1956 stellte Jaroslav Vojta einen weiteren Antrag. Štěpničkovás Strafe wurde schließlich von 15 auf 10 Jahre verkürzt.
Fast zehn Jahre verbrachte sie im Gefängnis in Pardubice. Ihre Entlassung auf Bewährung erfolgte zwei Monate vor der Präsidentenamnestie im Jahre 1960. Jiřina Štěpničková konnte dann ihren Beruf wieder aufnehmen. Nach acht Jahren, am 5. Mai 1968, wurde sie mit dem Titel „Verdiente Künstlerin“ (Zasloužilá umělkyně) ausgezeichnet. Sie starb 1985 an Krebs.
Sie wurde auf dem Wolschaner Friedhof (Olšanské hřbitovy) in Prag 3 beerdigt. Im Herbst 2022 kündigte die Familie die Verlegung des Begräbnisortes auf den Wyschehrader Friedhof (tsch. Vyšehradský hřbitov) an, wo bedeutende Schriftsteller, Komponisten, Maler, Schauspieler, Sänger und Wissenschaftler bestattet sind.

## Schauspielkarriere
Ihr Studium am Konservatorium in Prag schloss sie nicht ab, sondern ging 1930 ans Prager Nationaltheater (Národní divadlo). Nach sechs Jahren wechselte sie das Theaterengagement und spielte 1936 bis 1951 am Theater in den Königlichen Weinbergen (Divadlo na Vinohradech), abwechselnd als ständige Gastschauspielerin oder als Ensemblemitglied. Mit Beginn der 1930er Jahre war Štěpničková vermehrt auch beim tschechischen Film zu sehen. Besondere Aufmerksamkeit verdiente sie sich durch ihre Rolle in Maryscha (Maryša). Als Darstellerin war sie ziemlich gefragt, blieb aber immer ein wenig im Schatten anderer Schauspielerinnen der Ersten Republik. Sie spielte vor allem traurige Rollen unglücklich verliebter Mädchen, trat aber auch in einigen Komödien auf. Nach ihrer Entlassung aus dem Gefängnis trat sie der Schauspieltruppe des Stadttheaters in Kladno (1961–1962) bei; von 1962 bis zu ihrem Tod (1985) gehörte sie zum Ensemble des Prager Realistischen Theaters (Realistické divadlo).

„Sie war anmutig und fesselte das Publikum mit ihrer jugendlichen Natürlichkeit und ihrem interessanten Gesicht. Sie war jung und wusste, wie sie aus ihrer Jugend Kraft schöpfen konnte. In ihrer Freizeit widmete sie sich dem Studium von Gesang, Tanz und Fremdsprachen. Mit Begeisterung trieb sie Sport. Sie war ehrgeizig und wusste genau, was sie will.“

## Auszeichnungen
- 1940 Nationalpreis (Národní cena) für die Hauptrolle im Film Muzikantská Liduška
- 1968 Titel „Verdiente Künstlerin“ (Zasloužilá umělkyně)
- Nach ihr wurde die Jiřina-Štěpničková-Straße im Zahradní čtvrť (dt. Gartenviertel) im Prager Stadtteil Zbraslav (dt. Königsaal) benannt (in Zbraslav lebte sie seit Mitte der 1930er Jahre bis 1951 in einer Villa in der damaligen Březinova-Straße).

## Ausgewählte Theaterrollen
- 1927 Henrik Ibsen: Stavitel Solness (Baumeister Solness), Rolle: Hilda Wanglová, Nationaltheater, Regie: Karel Dostal
- 1928 Alfred Jarry: Král Ubu (König Ubu), Osvobozené divadlo (dt. Befreites Theater), Regie: Jindřich Honzl
- 1928 Vítězslav Nezval: Depeše na kolečkách (Depesche auf Rädern), Rolle: Prodavačka (Verkäuferin), Osvobozené divadlo (dt. Befreites Theater), Regie: Jindřich Honzl
- 1928 Alois Jirásek: Jan Žižka, Rolle: Panna brněnská (Jungfrau von Brünn), Nationaltheater, Regie: Vojta Novák
- 1929 J. Brandon-Thomas, To se řekne (Das sagt man), Dívka (Mädchen), Moderní studio (dt. Modernes Studio), Regie: Jiří Frejka
- 1933 Viktor Dyk: Posel (Der Bote), Rolle: Anna, Nationaltheater, Regie: Jiří Frejka
- 1933 William Shakespeare: Sen noci svatojánské (Ein Sommernachtstraum), Rolle: Hermie, Nationaltheater, Regie: Karel Hugo Hilar
- 1934 Ivo Vojnovič: Smrt matky Jugovičů (Der Tod von der Jugović Mutter), Rolle: Dívka Kosovka (Mädchen Kosovka), Nationaltheater, Regie: Jaroslav Kvapil
- 1935 William Shakespeare: Veta za vetu (dt. Maß für Maß), Rolle: Isabella, Nationaltheater, Regie: Karel Dostal
- 1936 Keith. Winter: Zářivá chvíle (Der strahlene Augenblick), Rolle: Judy Lindenová, Stavovské divadlo (dt. Ständetheater), Regie: Karel Dostal
- 1937 William Shakespeare: Večer tříkrálový (dt. Zwölfte Nacht / Was ihr wollt), Rolle: Viola + Sebastian (als Gast), Vinohradské divadlo (dt. Theater in den Königlichen Weinbergen), Regie: František Salzer
- 1937 Jacques. Deval: Marie Milostnice (Maria, die Geliebte), Rolle: Marie, Vinohradské divadlo (dt. Theater in den Königlichen Weinbergen), Regie: režie Jan Bor
- 1938 Gerhart Hauptmann: Růžena Berndtoová Berndtová (dt. Rose Berndt), Rolle: Růžena, Vinohradské divadlo (dt. Theater in den Königlichen Weinbergen), Regie: Jan Bor
- 1939 William Shakespeare: Zkrocení zlé ženy (dt. Der Widerspenstigen Zähmung), Rolle: Kateřina (dt. Katharina), Vinohradské divadlo (dt. Theater in den Königlichen Weinbergen), Reige: František Salzer
- 1941 William Shakespeare: Jak se vám líbí (dt. Wie es euch gefällt), Rolle: Rosalinda (als Gast), Vinohradské divadlo (dt. Theater in den Königlichen Weinbergen), Regie: František Salzer
- 1941 A. N. Ostrovskij: Bouře (dt. Gewitter), Rolle: Káťa, Vinohradské divadlo (dt. Theater in den Königlichen Weinbergen), Regie: František Salzer
- 1942 August Strindberg: Královna Kristina (dt. Königin Christine/Kristina), Rolle: Kristina, Městské divadlo Na poříčí (dt. Stadttheater Na poříčí), Regie: František Salzer
- 1943 Gebrüder Mrštík: Maryša (Maryscha), Rolle: Maryša, Nationaltheater, Regie: Aleš Podhorský
- 1944 W. Shakespeare: Mnoho povyku pro nic (dt. Viel Lärm um nichts), Rolle: Blažena (als Gast), divadlo J. K. Tyla v Karlíně (dt. J.K.-Tyl-Theater in Karlín), Regie: František Salzer
- 1947 A. S. Gribojedov: Hoře z rozumu (Verstand schafft Leiden), Rolle: Sofie, Vinohradské divadlo (dt. Theater in den Königlichen Weinbergen), Regie: Jiří Frejka
- 1948 G. B. Shaw: Svatá Jana (Die heilige Johanna), Rolle: Jana (dt. Johanna), Vinohradské divadlo (dt. Theater in den Königlichen Weinbergen), Regie: Jaromír Pleskot (später Jiří Frejka)
- 1949 Molière: Jeho urozenost pan měšťák (dt. Der Bürger als Edelmann), Rolle: Mikuláška, Komorní divadlo (dt. Kammertheater), Regie: Jaromír Pleskot
- 1950 J. K. Tyl: Jiříkovo vidění (dt. Jiříks Vision), Rolle: Kačenka, Divadlo československé armády (Theater der tschechoslowakischen Armee), Regie: Aleš Podhorský
- 1951 Alois Jirásek: Jan Hus, Rolle: Žofka, Divadlo československé armády (dt. Theater der tschechoslowakischen Armee), Regie: Aleš Podhorský
- 1961 J. K. Tyl: Paní Marjánka, matka pluku (Frau Marjánka, Mutter des Regiments), Rolle: Marjánka, Městské divadlo Kladno (dt. Stadttheater Kladno), Regie: Jaroslav Nezval
- 1962 Alois Jirásek: Vojnarka (Die Vojnarka), Rolle: Vojnarka, Městské divadlo Kladno (dt. Stadttheater Kladno), Regie: Alois Hajda
- 1962 J. K. Tyl: Tvrdohlavá žena (dt. Die dickköpfige Frau), Rolle: Barbora Kabelková, Realistické divadlo (dt. Realistisches Theater), Regie: Karel Palouš
- 1966 Gebrüder Mrštík: Maryša (dt. Maryscha), Rolle: Lízalka, Realistické divadlo (dt. Realistisches Theater), Regie: Karel Palouš
- 1971 Gabriela Zapolska: Morálka paní Dulské (dt. Die Moral der Frau Dulska), Rolle: Dulská, Realistické divadlo (dt. Realistisches Theater), Regie: František Laurin
- 1974 G. B. Shaw: Pygmalion, Rolle: Frau Higgins, Realistické divadlo (dt. Realistisches Theater), Regie: Luboš Pistorius
- 1980 M. Gorkij: Dostigajev a jiní (dt. Dostigajev und die anderen), Rolle: Čugonovová, Realistické divadlo (dt. Realistisches Theater), Regie: Karel Kříž
- 1983 Henrik Ibsen: Heda Gablerová (dt. Hedda Gabler), Rolle: Berta, Realistické divadlo (dt. Realistisches Theater), Regie: Karel Kříž
- 1985 Per Olov Enquist: Rodinný portrét z roku 1856 (Familienporträt von 1856), Rolle: Stará žena (Alte Frau), Realistické divadlo (dt. Realistisches Theater), Regie: Luboš Pistorius

## Filmografie (Auswahl)
- 1935 Jedenácté přikázání (dt. Das elfte Gebot) – Rolle: Emma Voborská
- 1937 Kříž u potoka (dt. Kreuz am Bach) – Rolle: Eva Potocká
- 1931 Muži v offsidu (dt. Männer im Abseits) – Rolle: Emilka
- 1931 Miláček pluku (dt. Der Liebling des Regiments)– Rolle: Anči
- 1932 Extase – Rolle: Evas Stimme
- 1934 Hrdinný kapitán Korkorán (Heldenhafter Kapitän Korkorán) – Rolle: Irena
- 1935 Maryša (tsch. Maryscha) – Rolle: Maryša
- 1936 Velbloud uchem jehly (Ein Kamel [geht] durch ein Nadelöhr) – Rolle: Zuzka
- 1936 Páter Vojtěch (Pater Vojtěch) – Rolle: Frantina
- 1936 Vojnarka (Die Vojnarka) – Rolle: Madlena Vojnarová
- 1937 Lidé pod horami (Menschen in den Bergen) – Rolle:Tereza
- 1938 Boží mlýny (Gottes Mühlen) – Rolle: Nana
- 1938 Boží mlýny (Gottes Mühlen – deutsche Version) – Rolle: Nana
- 1938 Lidé pod horami (Menschen in den Bergen – deutsche Version) – Rolle: Tereza
- 1939 Mořská panna (Die Meerjungfrau) – Rolle: Klára
- 1940 Babička (Die Großmutter) – Rolle: Viktorka
- 1940 Muzikantská Liduška (Die Musikanten-Liduska) – Rolle: Liduška
- 1941 Jan Cimbura – Rolle: Marjánka
- 1942 Barbora Hlavsová – Rolle: Klára Hlavsová
- 1942 Kníže Václav (Fürst Wenzel) (der Film blieb unvollendet) – Rolle: Fürstin Ludmila
- 1943 Tanečnice (Tänzerin) – Rolle: Marie
- 1944 Počestné paní pardubické (Die ehrenhaften Frauen von Pardubitz) – Rolle: Rosina, die Frau des Henkers
- 1944 Sobota (Samstag) – Rolle: Karla
- 1948 Léto (Der Sommer) – Rolle: Valča Peroutová
- 1951 Slepice a kostelník (Die Henne und der Kirchenmann) – Rolle:Tereza
- 1961 Kohout plaší smrt (Der Hahn macht dem Tod Angs – Filmtitel: Auf geheimer Welle) – Rolle: Nejdková
- 1962 Transport z ráje (Transport aus dem Paradies) – Rolle: Feinerová
- 1965 Zločin v dívčí škole (Verbrechen in der Mädchenschule) – Rolle: Kotětová
- 1969 Kladivo na čarodějnice (Der Hexenhammer) – Rolle: Dorota Groerová
- 1969 Skřivánci na niti (Lärchen an einem Zwirn) – Rolle: Pavels Mutter
- 1970 Pěnička a Paraplíčko (dt. Filmtitel: Kassendiebromanze) – Rolle: Zimmervermieterin
- 1970 Muž, který rozdával smích (Der Mann, der das Lachen verbreitete; Dokumentarfilm)
- 1977 Všichni proti všem (Alle gegen allen) – Rolle: Rakovcová
- 1981 Konečná stanice (Endstation – dt. Filmtitel: Am Ende vieler Jahre) – Rolle: Sametka
- 1984 Komediant (Der Komödiant) – Rolle: Barbora

## Fernsehen
- 1966 Čertouská poudačka (Teufelsmärchen) – Rolle: bába Šláborka (Oma Šláborka)
- 1967 Dobrý člověk ještě žije (Ein guter Mann lebt noch) – Fernsehfilm
- 1968 Sňatky z rozumu (Vernunftehen) – Fernsehserie – Rolle: Mutter Náprstková
- 1969 Obžalovaná (Die Angeklagte) – Fernsehfilm
- 1971 F. L. Věk - Fernsehserie – Rolle: Großmutter Snížková
- 1975 Nebezpečí smyku (Rutschgefahr) – Fernsehserie – Rolle: Großmutter
- 1977 Domov (Das Zuhause) – Fernsehfilm
- 1978 Tři na lavičce (Die drei auf der Bank) – Fernsehfilm
- 1978 Ve znamení Merkura (Im Zeichen des Merkurs) - Fernsehserie
- 1986 Synové a dcery Jakuba skláře (Die Söhne und Töchter von Jakub, dem Glasmacher) – Fernsehserie – Rolle: Podhráská